# Euphrasia amphisysepala
Euphrasia amphisysepala är en snyltrotsväxtart som beskrevs av W.R. Barker. Euphrasia amphisysepala ingår i släktet ögontröster, och familjen snyltrotsväxter. Inga underarter finns listade i Catalogue of Life.